# Galleria Borbonica
La Galleria Borbonica (littéralement, Galerie Bourbon ou tunnel Bourbon) est un ancien passage souterrain, construit par les Bourbons à des fins militaires pour relier le palais royal de Naples aux casernes militaires de Naples, en Italie. 

## Histoire

### Origine et construction
La monarchie à l'époque du roi Ferdinand II de Bourbon craignait la population napolitaine, encline aux révoltes et aux soulèvements. Enrico Alvino a donc été chargé par le roi en 1853 de construire un passage militaire souterrain pour les troupes, reliant le Palais Royal de Naples à la Via Morelli, passant sous la colline de Pizzofalcone et atteignant le quartier San Ferdinando, mais se connectant également à d'autres tunnels et aqueducs, dont l'ancien aqueduc de Carmignano (1627–1629). 
La monarchie n'ignorait pas non plus que le vice-roi de Naples en 1647 avait failli être pris au piège dans ce palais royal urbain, et ce n'est que par chance qu'il avait pu fuir vers un couvent voisin pour échapper à la foule en colère pendant la révolte de Masaniello, donc le tunnel pourrait également servir d'évasion à ses habitants royaux : il devait constituer une voie d'évacuation rapide (vers la mer) pour la famille royale en cas d'émeutes et une connexion rapide avec le palais pour les soldats basés dans les casernes de Chiaia : la caserne Vittoria (it) et la caserne Cavallerizza. 
Deux ans après son commencement (en 1853), le tunnel a été inauguré par le roi en 1855. Pour l'occasion, le tunnel est resté ouvert au public, qui ignorait les finalités militaires des travaux, pendant trois jours. Cependant, l'excavation n'a jamais été achevée après 1855, étant stoppée à cause de problèmes morphologiques, non loin du terme oriental, sans pour autant lui permettre d'aboutir sur la Piazza Carolina. La mort du roi en 1859 et la chute de la dynastie des Bourbons signifia l'arrêt définitif de la construction.

### Déclin et abandon
Le tunnel, par la suite et au siècle suivant, a été abandonné, jusqu'à ce que pendant la Seconde Guerre mondiale il soit utilisé et aménagé comme abri anti-aérien lors des bombardements, étant alors électrifié et pourvu de lits de camp et de toilettes sommaires. En fait, il pouvait arriver que les Napolitains restent plusieurs jours dans l'abri anti-aérien.
Après la guerre et jusqu'aux années 1970, il a été utilisé comme entrepôt judiciaire municipal où divers objets étaient conservés, biens sous séquestre, motos et voitures saisies par la justice. Entre-temps, bon nombre des habitants des bâtiments situés au-dessus avaient utilisé les carrières comme décharge illégale, y jetant discrètement tous types de déchets par des puits et des ouvertures illégales.
Dans les années 1980, les carrières de Carafa ont été utilisées comme parking. De plus, lors des fouilles pour la construction du tunnel du tramway rapide de la Piazza del Plebiscito, le tunnel a été intercepté par erreur et a entraîné la refonte de l'excavation, des efforts ayant été faits pour renforcer les travaux en cours en injectant des matériaux stabilisants dans les cavités.

### La redécouverte et l'ouverture au public
Depuis 2005, la structure est redécouverte, et revenue à l'attention des géologues qui l'ont inspectée, au nom du commissaire du gouvernement pour les urgences souterraines. En 2007, de nouveaux lieux ont été redécouverts et enfin, après divers travaux d'excavation et de sécurisation de l'ouvrage, le site a été ouvert au public par l'association culturelle Borbonica Sotterranea le 29 octobre 2010. Les environnements submergés par des mètres et des mètres de divers types de débris et gravats ont été dégagés et sont revenus à leur état d'origine, devenant une attraction touristique importante, grâce au travail de bénévoles de tous les quartiers de la ville et sans aucune contribution publique.
Actuellement, les tunnels sont ouverts aux visites et partagent avec les catacombes de Naples l'envie d'aller explorer sous terre, la Naples souterraine. Le lieu est équipé d'un éclairage scénographique et contient des décennies de débris, dont des voitures anciennes conservées, et même un monument fasciste mis au rebut qui avait été fait pour Aurelio Padovani,.

## Galerie

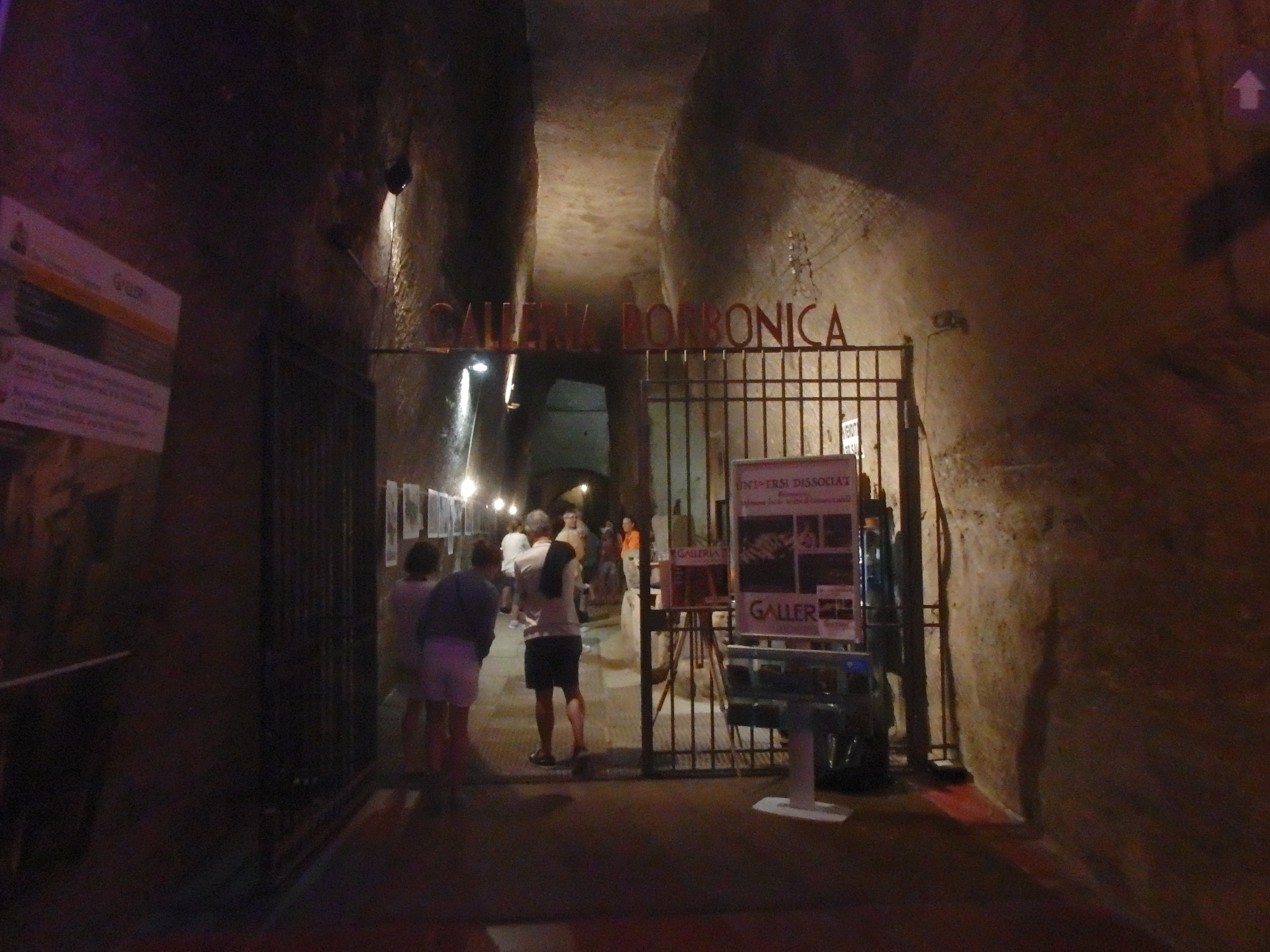
Entrée
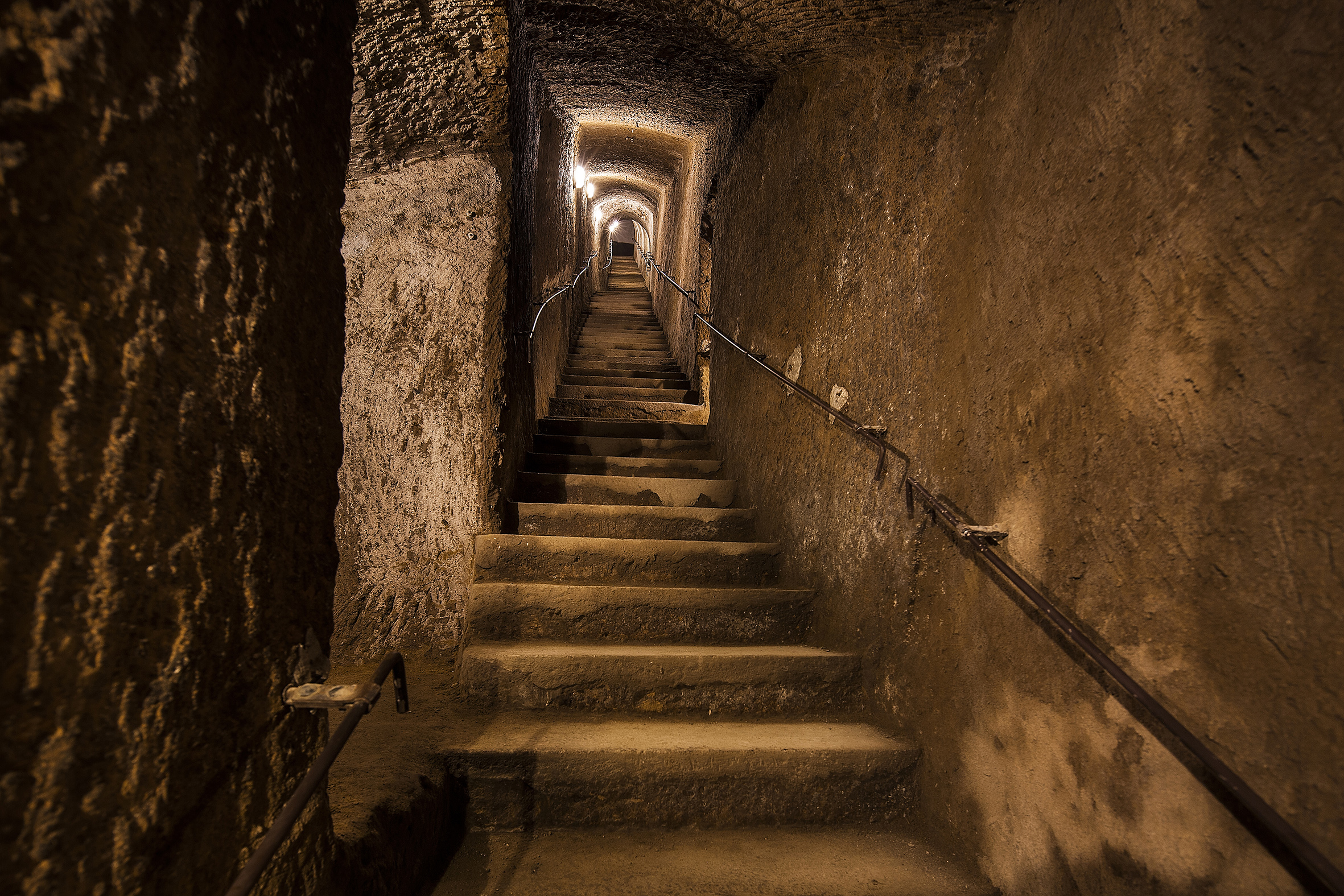
Escaliers
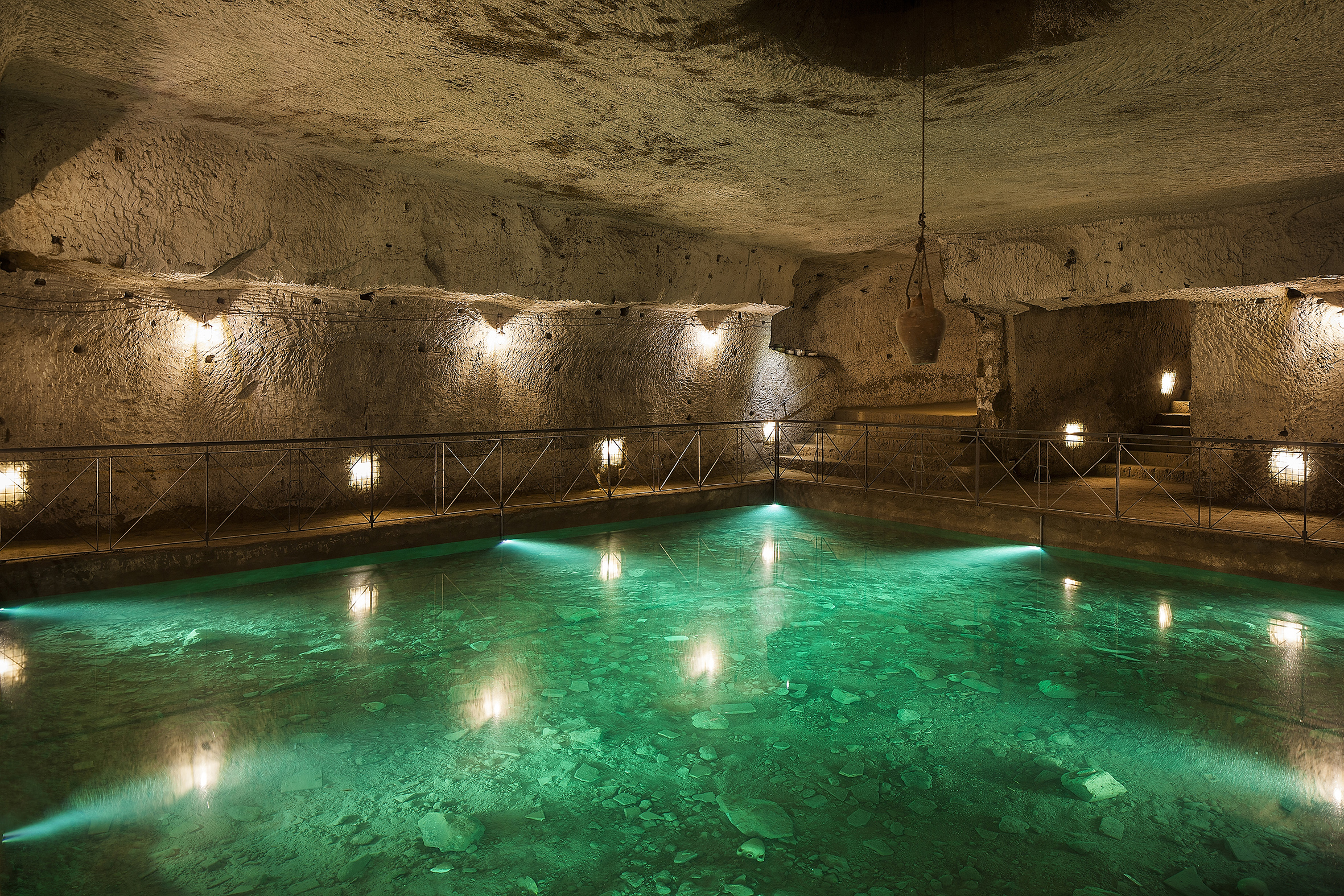
Citerne
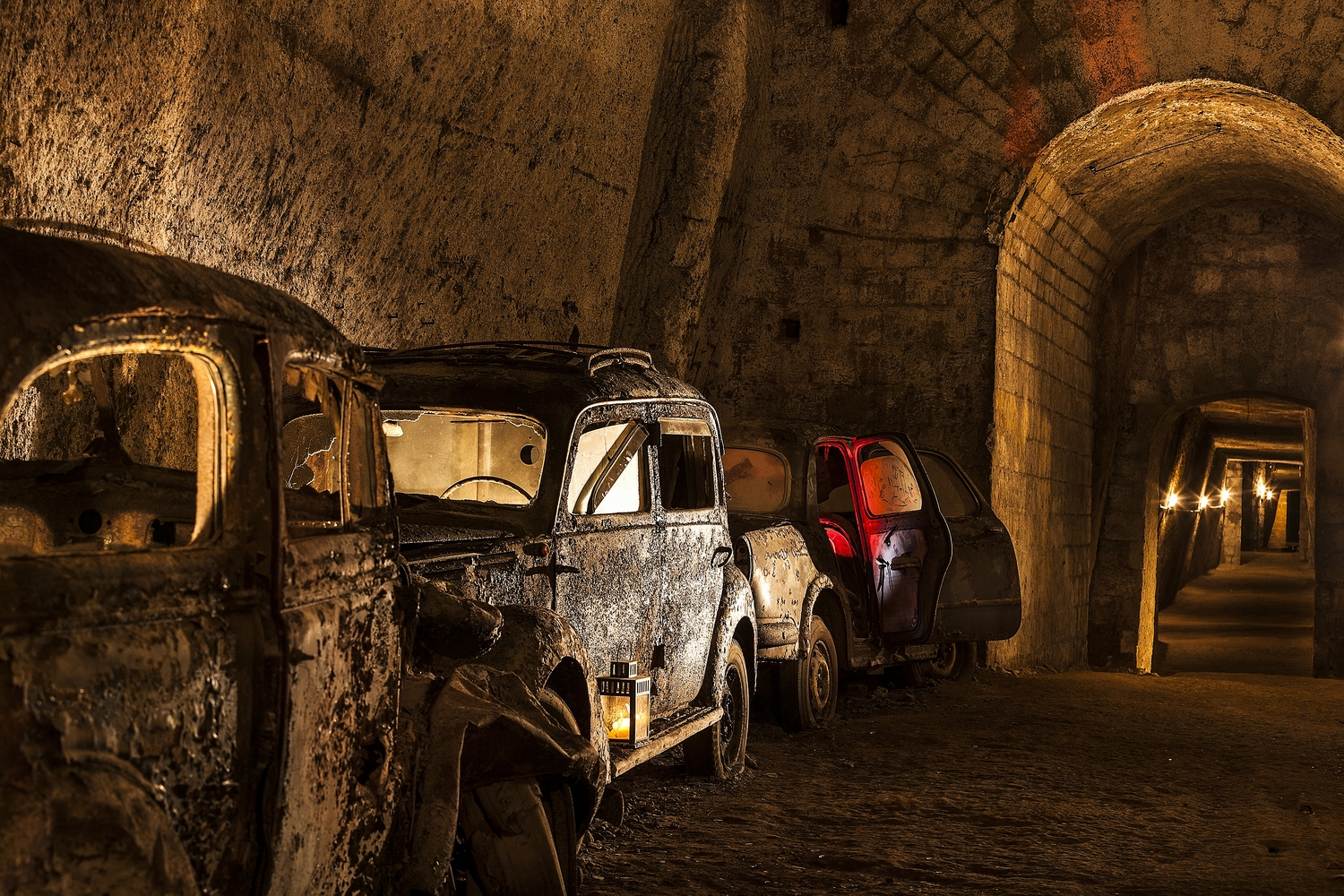
Tunnel et anciens véhicules
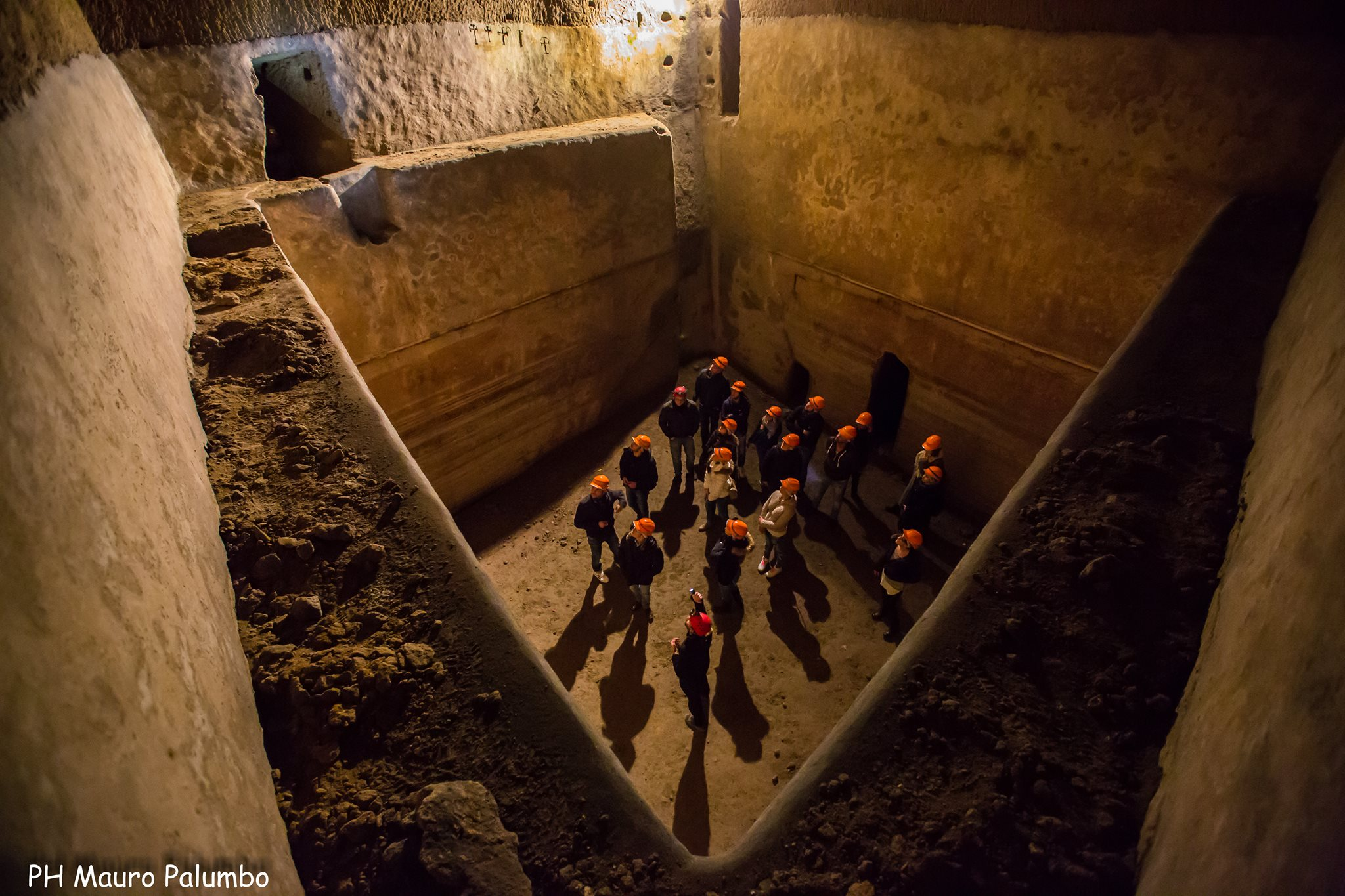
Refuge anti-aérien
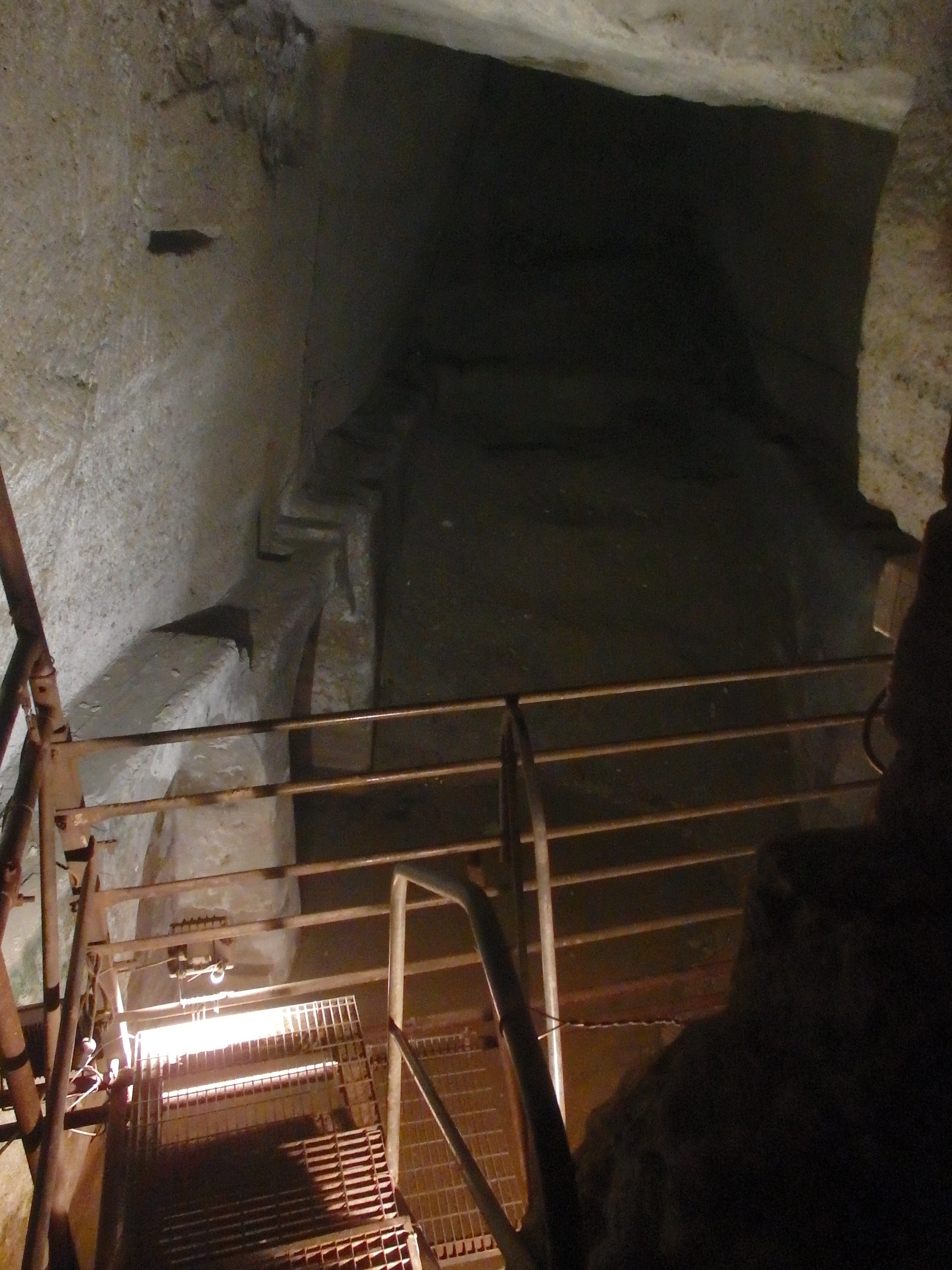
Un boyau souterrain

### Source de traduction
- (en) Cet article est partiellement ou en totalité issu de l’article de Wikipédia en anglais intitulé « Bourbon Tunnel » (voir la liste des auteurs).

## Liens connexes
- Sites archéologiques de Naples
- Histoire de Naples